# Чайковская ТЭЦ-18
Чайковская ТЭЦ-18 — предприятие энергетики Пермской области, входящее в Пермский филиал ПАО "Т плюс". Находится в городе Чайковский.

## История
Чайковская ТЭЦ-18 является самой «молодой» станцией Пермского филиала ПАО «ТПлюс». 31 марта 1970 года Министерство нефтеперерабатывающей и нефтехимической промышленности СССР приказом № 351 утвердило проектное задание на строительство в г. Чайковский теплоэлектроцентрали для Пермского завода синтетического каучука мощностью 170 тыс. кВт. Подготовка площадки для ТЭЦ началась в октябре 1971 года в двенадцати километрах юго-западнее Чайковского. Станция была запущена в 1978 году. 
Проектной мощности Чайковская ТЭЦ-18 достигла только в 1983 году, через шесть лет после ввода в действие первого пускового комплекса. А наивысших показателей — в 1989 году, когда объем производства электроэнергии перекрыл проектные значения в 1,4 раза. В октябре 1981 года заработала двухтрубная тепловая магистраль “ТЭЦ – город” с диаметром труб 700 мм и протяженностью более 17 км. 
Чайковская ТЭЦ используется в качестве экспериментальной площадки для испытаний новой техники и оборудования. В 1983 году смонтирован и введен в действие головной образец среднеходной мельницы для размола каменных углей производительностью 80 тонн в час, изготовленной по лицензии ФРГ. В 1993 году совместно с американскими специалистами на ТЭЦ испытана установка по впрыскиванию в дымовые газы сернистого ангидрида. Эта схема позволила довести эффективность газоочистительных установок на пылеугольных станциях до 100 процентов. В 1999 году с участием американской фирмы “Глобал” внедрена схема по подавлению окислов азота в дымовых газах.
В 1990-х гг. завод синтетического каучука прекратил потребление пара от ТЭЦ. В связи с этим турбоагрегат № 3 с турбиной Р-50-130/13 задействовался с малой нагрузкой и только в зимнее время при низких температурах.  Для решения этой проблемы в 2007 году была установлена привключенная турбина Т-30/50-1,28. Уникальность этого проекта состоит в том, что два турбоагрегата (старый и новый) работают единым блоком. Так как новая турбина в своей работе стала использовать пар турбины Р-50, турбоагрегат № 3 работает постоянно и с полной нагрузкой. Благодаря этому рабочая мощность электростанции увеличилась на 100 МВт. Общая сумма инвестиций составила более 600 млн. руб.